# Przystanek Woodstock 2013: Bednarek
Przystanek Woodstock 2013: Bednarek – pierwszy album koncertowy polskiego zespołu Bednarek. Wydany został 1 maja 2014 roku nakładem wytwórni płytowych Złoty Melon i Rockers Publishing. Wydawnictwo składa się z płyty CD oraz DVD, zawierających zapis koncertu, zarejestrowanego 1 sierpnia 2013 roku podczas występu zespołu na 19. Przystanku Woodstock. Nagrania zadebiutowały na 2. miejscu listy OLiS.

Jeśli mierzyć miarą słońca, to koncert Kamila Bednarka i całej jego ekipy jest najbardziej słonecznym koncertem w całej historii Przystanku Woodstock. Zespół otwierający każdorazowo Przystanek dostaje w prezencie moc publiczności, ich niesamowity głód muzyki, ich nieprawdopodobną witalność i całe pogodne Woodstockowe niebo.

## Lista utworów
Opracowano na podstawie materiału źródłowego.
1. "Intro"
2. "Ska"
3. "Keep on Trying"
4. "Dni, których nie znamy"
5. "Think About Tomorrow"
6. "Revolution"
7. "Raz, dwa, w górę ręce"
8. "Could You Be Loved"
9. "Let's stop"
10. "Światu brakuje troski"
11. "Jestem sobą"
12. "Bania"
13. "Nie chcę wyjeżdżać stąd"
14. "Szanuj"
15. "Sto lat/Podziękowania"

### Materiały dodatkowe
1. Wywiad z muzykami
2. Slideshow z koncertu
3. Koncert finałowy WOŚP 2014 – Warszawa
4. Reportaż z koncertu dla Łukasza – Szczecin 2014

## Pozycje na listach
| Lista (2014) | Najwyższa pozycja |
| ------------ | ----------------- |
| ZPAV         | 2                 |